# العلاقات اليمنية الإندونيسية
العلاقات اليمنية الإندونيسية هي العلاقات الثنائية التي تجمع بين اليمن وإندونيسيا.

## مقارنة بين البلدين
هذه مقارنة عامة ومرجعية للدولتين:
| وجه المقارنة                                              | اليمن         | إندونيسيا         |
| --------------------------------------------------------- | ------------- | ----------------- |
| المساحة (كم2)                                             | 555.00 ألف    | 1.90 مليون        |
| عدد السكان (نسمة)                                         | 28.25 مليون   | 263.99 مليون      |
| الكثافة السكانية (ن./كم²)                                 | 50.9          | 138.94            |
| العاصمة                                                   | صنعاء، عدن    | جاكرتا            |
| اللغة الرسمية                                             | اللغة العربية | اللغة الإندونيسية |
| العملة                                                    | ريال يمني     | روبية إندونيسية   |
| الناتج المحلي الإجمالي (بليون دولار)                      | 18.21 مليار   | 1.02 تريليون      |
| الناتج المحلي الإجمالي (تعادل القوة الشرائية) بليون دولار | 75.69 مليار   | 2.85 تريليون      |
| الناتج المحلي الإجمالي الاسمي للفرد دولار أمريكي          | 1.41 ألف      | 3.35 ألف          |
| الناتج المحلي الإجمالي للفرد دولار أمريكي                 |               | 10.52 ألف         |
| مؤشر التنمية البشرية                                      | 0.498         | 0.684             |
| رمز المكالمات الدولي                                      | +967          | +62               |
| رمز الإنترنت                                              | يمن           | .id               |
| المنطقة الزمنية                                           | ت ع م+03:00   |                   |

## منظمات دولية مشتركة
يشترك البلدان في عضوية مجموعة من المنظمات الدولية، منها:
| علم المنظمة | اسم المنظمة                                                | تاريخ انضمام اليمن | تاريخ انضمام إندونيسيا |
| ----------- | ---------------------------------------------------------- | ------------------ | ---------------------- |
|             | يونسكو                                                     | 2 أبريل 1962       | 27 مايو 1950           |
|             | مؤسسة التمويل الدولية                                      | 22 مايو 1970       | 23 أبريل 1968          |
|             | المركز الدولي لتسوية المنازعات الاستشارية                  | 20 نوفمبر 2004     | 28 أكتوبر 1968         |
|             | منظمة التعاون الإسلامي                                     | ?                  | ?                      |
|             | منظمة حظر الأسلحة الكيميائية                               | ?                  | ?                      |
|             | مؤسسة التنمية الدولية                                      | 22 مايو 1970       | 20 أغسطس 1968          |
|             | وكالة ضمان الاستثمار متعدد الأطراف                         | 12 مارس 1996       | 12 أبريل 1988          |
|             | الاتحاد البريدي العالمي                                    | ?                  | ?                      |
|             | الاتحاد الدولي للاتصالات                                   | 1931               | 1949                   |
|             | منظمة الشرطة الجنائية الدولية                              | ?                  | 5 أكتوبر 1954          |
|             | الأمم المتحدة                                              | 30 سبتمبر 1947     | 28 سبتمبر 1950         |
|             | البنك الدولي للإنشاء والتعمير                              | 3 أكتوبر 1969      | 13 أبريل 1967          |
|             | العملية المشتركة للاتحاد الأفريقي والأمم المتحدة في دارفور | ?                  | ?                      |

## أعلام
هذه قائمة لبعض الشخصيات التي تربطها علاقات بالبلدين:
- أبو بكر باعشير (12 أغسطس 1938 – )
- اتاكاح هاسيهولان (3 يناير 1982 – )
- الشريف قاسم الثاني (1 ديسمبر 1893 – 23 أبريل 1968)
- حبيب عبد الرحمن الظاهر (1832 – )
- ردن صالح (1811[22][23][24] – 23 أبريل 1880[25][26][27])
- عرب إندونيسيا
- عرفان باشديم (لاعب كرة قدم إندونيسي، 11 أغسطس 1988[28] – )
- علوي بن طاهر الحداد (مفتي جوهور بماليزيا، 7 أغسطس 1884 – 14 نوفمبر 1962)
- علي بن عبد الرحمن الحبشي (20 أبريل 1870 – 13 أكتوبر 1968)
- فؤاد حسن (سياسي إندونيسي، 26 يونيو 1929 – 7 ديسمبر 2007)
- كريستين حكيم (ممثلة إندونيسية، 25 ديسمبر 1956 – )
- محمد قريش شهاب (سياسي إندونيسي، 16 فبراير 1944 – )

## وصلات خارجية
- موقع وزارة الخارجية الإندونيسية